# Новая Светлица
Новая Светлица — посёлок в Косинском районе Пермского края. Административный центр Светличанского сельского поселения. Располагается северо-восточнее районного центра, села Коса, на правом берегу Камы. По данным Всероссийской переписи населения 2010 года, в посёлке проживало 333 человека (157 мужчин и 176 женщин).
Строительство посёлка началось в 1974 году неподалёку от ныне упразднённой деревни Светлица.